# Rue Massillon
Rue Massillon je ulice v Paříži na ostrově Cité ve 4. obvodu. Ulice nese jméno Jeana Baptiste Massillona (1663–1742), clermontského biskupa a člena Francouzské akademie.

## Poloha
Ulice o délce 52 m spojuje ulice Rue Chanoinesse a Rue du Cloître-Notre-Dame.

## Historie
Ještě na plánu města z roku 1790 neměla žádné označení. Pod svým názvem se objevila v roce 1801 a v roce 1812 byla rozšířena.

## Významné stavby
- Dům č. 1: v původním domě bydlel do své smrti básník Joachim du Bellay
- Dům č. 4: v původním domě bydleli spisovatelé Gilles Ménage (1613-1692) a Jean-François de La Harpe (1739-1803)
- Dům č. 6: dům ze 17. století
- Dům č. 8: hôtel Roger de Gaillon, přestavěn v roce 1740, od roku 1455 sídlo pěveckého sboru Maîtrise de Notre-Dame de Paris